# Де Кеннемерс
«Де Кеннемерс» (нидерл. De Kennemers) — нидерландский любительский футбольный клуб из города Бевервейк, основанный 28 декабря 1918 года. В сезоне 2011/12 клуб выступает в соревнованиях Эрсте Классе (англ. Eerste Klasse). Основными цветами команды являются красный и чёрный. Футбольное объединение имеет как мужскую, так и женскую команду.
Клуб является старейшей футбольной командой в своём регионе. В этом клубе начали свою карьеру многие футболисты, получившие известность в клубе «Аякс» и в матчах за сборную Нидерландов, в частности Рафаэл ван дер Варт, Франк Янсен и другие.